# Georges Matoré
 (mai 2021).
Si vous disposez d'ouvrages ou d'articles de référence ou si vous connaissez des sites web de qualité traitant du thème abordé ici, merci de compléter l'article en donnant les références utiles à sa vérifiabilité et en les liant à la section « Notes et références ».
Georges Matoré, né le 8 août 1908 à Montreuil et mort le 5 octobre 1998 à Menton, est un lexicologue français, professeur honoraire à la Sorbonne. Pendant la Seconde Guerre mondiale, il est arrêté en Lituanie et incarcéré dans les geôles staliniennes lors de la première occupation de la Lituanie par l'URSS.

## Biographie
Après son certificat d'études, Georges Matoré suit une formation d'artiste décorateur à l'école Boulle. Il découvre l'arabe lors de son service militaire en Afrique du nord et poursuit des études de langue à l'Institut des langues orientales à Paris. Son diplôme d'arabe lui permet d'entrer à la Sorbonne où il obtient une licence de lettres. 

### Séjour et prison en Lituanie
À la fin de ses études, Matoré est nommé par le Quai d'Orsay professeur de français à Klaipėda (Lituanie), un port important lituanien où il arrive le 5 octobre 1938. Le 23 mars 1939, il est contraint de quitter la ville et est muté à Siauliai. Son départ intervient le lendemain de l'occupation de la ville par les nazis, qui lui redonnent le nom allemand de Memel, nom qu'elle portait jusqu'à son intégration à la Lituanie en 1923.
Il y enseigne jusqu’à son arrestation le 29 octobre 1940 par le NKVD, sous l'inculpation d'espionnage.
Matoré était resté en Lituanie par amour, après le départ du personnel de l'Ambassade de France en juin 1940, un départ motivé par l'occupation de la Lituanie par les forces soviétiques le 15 juin 1940, suivie de son intégration à l'URSS le 21 juillet 1940 au moyen d'élections truquées (la Lituanie devient officiellement une République socialiste soviétique intégrée à l'URSS le 3 août 1940). Tout en continuant son activité à Siauliai, et à l'invitation des autorités soviétiques, il devient alors enseignant à l'université de Vilnius, ville alors polonaise restituée par l'URSS à la Lituanie le 10 octobre 1939 en échange de bases militaires.
À la suite de son arrestation et de nombreux interrogatoires, après deux mois au secret à la prison de Siauliai, il est transféré au Saugumas de Kaunas (Sureté NKVD), puis à la prison centrale de Kaunas, où il est condamné à 8 ans de prison sans assister à son procès. Fin juin 1941, alors que les armées soviétiques fuient l’avance nazie, il profite de l’abandon de la prison par les autorités pour recouvrer la liberté le 23 juin 1941. Il réussit à regagner Vilnius à pied le 5 juillet 1941 pour rejoindre sa future épouse Aldona. Une fois marié, le couple est inquiété par la Gestapo qui l'interroge en mai 1942, alors qu’il s’est mis à aider les juifs lituaniens en leur fournissant de faux papiers polonais. Le couple Matoré finit par regagner Paris le 20 mars 1943 en traversant l’Allemagne nazie.
Il a publié un récit très vivant de ses années en Lituanie dans Mes prisons en Lituanie, livre paru en 1992. Il y décrit des aspects peu connus des répressions en Lituanie lors de la première occupation soviétique, vécues de l'intérieur des prisons, et donne une image détaillée de la vie quotidienne sous les deux occupations soviétique et nazie.
Il a présidé l'association Liberté pour les Baltes.

### Retour en France et carrière
Il devient assistant à la Sorbonne après son retour de Lituanie, puis est nommé en 1949 professeur à la faculté des lettres de Besançon. À partir de 1952, il enseigne à l'université de Nanterre puis retrouve la Sorbonne comme professeur de linguistique jusqu'à sa retraite en 1979.
En 1953 paraît La Méthode en lexicologie. Cet ouvrage tente une nouvelle approche en lexicologie : partant du postulat que le vocabulaire d'une civilisation est révélateur de cette civilisation elle-même, Matoré envisage le vocabulaire dans un but historico-sociologique. 
En 1985, Matoré propose une première application de sa méthode qui concerne le vocabulaire du Moyen Âge (Le Vocabulaire et la société du Moyen Âge) ; en 1988 est publié Le Vocabulaire et la société du XVIe siècle.

En 1990, à l'occasion d'une recension d'un essai critique de René Pommier, il exprime une dure critique de Roland Barthes :

« Barthes ignore la rigueur scientifique, il se contredit constamment, et il isole des citations de leur contexte ou les passe sous silence si elles infirment la théorie qu'il a avancée. »
Il souligne « l'inanité, marquée par un ton péremptoire, de tous [ses] ouvrages. »

### Décoration
- Officier de la Légion d'honneur[réf. nécessaire]

## Ouvrages
- La Langue de Molière, in : Molière, Œuvres complètes, dir. Gustave Michaut, Paris, Imprimerie nationale de France, 1949
- Le Vocabulaire de la prose littéraire de 1833 à 1845. Théophile Gautier et ses premières œuvres en prose, Genève, Librairie Droz ; Lille, Librairie Giard, 1951
- La Méthode en lexicologie. Domaine français, Paris, M. Didier, 1953 ; nouvelle édition Paris, M. Didier, 1973
- Abbé Prévost, Histoire du chevalier Des Grieux et de Manon Lescaut, (dir.), Genf/Lille, 1953
- L'Espace humain. L'expression de l'espace dans la vie, la pensée et l'art contemporains, La Colombe, Éditions du Vieux Colombier, 1962 ; 2e édition refondue, Paris, A. G. Nizet, 1976
- Dictionnaire du vocabulaire essentiel. Les 5 000 mots fondamentaux, Paris, Larousse, 1963 ; nouvelle édition revue et corrigée, avec la collaboration de Claude-Marie Baranger, Paris, Larousse, 1984, 1993
- Histoire des dictionnaires français, Paris, Larousse, 1967
- Le Vocabulaire et la société sous Louis-Philippe, Genève, Slatkine, 1967
- Musique et structure romanesque dans la Recherche du temps perdu (avec Irène Tamba), Paris, Klincksieck, 1972
- La Muselière. Un détenu écoute et rêve, Paris, La Pensée universelle, 1975
- Le Vocabulaire et la société médiévale, Paris, P.U.F., 1985[4] — Prix Saintour de l’Académie française 1986
- Le Vocabulaire et la société du XVIe siècle, Paris, P.U.F., 1988
- Mes prisons en Lituanie, Boulogne, Éditions du Griot, 1992 ; Ginkgo éditeur, Paris, 2017